# Kaizuka
Kaizuka (Kaidzuka) (貝塚市?) è una città giapponese della prefettura di Ōsaka.